# 嗜草酸杆菌属
嗜草酸杆菌属为类芽孢杆菌科的一属细菌。该属的模式种为草酸嗜草酸菌（Oxalophagus oxalicus）。

## 下属物种
- 草酸嗜草酸菌 Oxalophagus oxalicus (Dehning and Schink 1990) Collins et al. 1994，草酸梭菌